# Torre de la Petja
La Torre de la Petja és una torre de defensa i vigilància de Tortosa (Baix Ebre) declarada bé cultural d'interès nacional.

## Descripció
Té planta quasi quadrada. Està situada al costat lateral dret del conjunt d'edificis del santuari de la Mare de Déu dels Àngels de la Petja. És una torre prismàtica amb teulada inclinada i adossada pel seu costat esquerre a la casa rectoral; té una alçada d'uns 9-11 metres (presenta un afegit modern pel seu costat dret). Pràcticament no representa cap element que recordi el seu passat, a excepció feta d'una finestra situada a la banda superior dreta de la façana lateral, emmarcada per tres carreus; sota d'aquesta, restes d'un rellotge de sol. L'aparell és bastant irregular i presenta evidents mostres de reforçaments realitzats. Tampoc presenta cap tipus d'ordenació plàstica a les cantonades, amb pedres carreus simples.
És adossada a edificis posteriors.

## Història
La torre situada en una de les dos rutes que pels antic portals de St. Joan del Camp i del Temple (a la ciutat de Tortosa), i a través de les hortes de St. Llàtzer i del temple, establien unes fonamentals línies de vigilància de la zona (junt amb les torres de Sòldevila, desapareguda, i St. Onofre, etc.) Ja existia abans que Guerau de Montbrú ordenés el centre d'un disseminat en zona d'hàbitat agrícola. Posteriorment, l'afectaren les destrosses de 1642 i 1648, a més que se la va incloure dins de l'ampliació de la casa rectoral, i va patir, novament, els efectes de les Guerres Napoleòniques.